# Бензилпенициллин
Бензи́лпеницилли́н (пенициллин G (PCN G) или просто пенициллин (PCN)) — N-фенилацетамид 6-аминопенициллановой кислоты. Антибиотик, получаемый из плесневого гриба пеницилла (грибов рода лат. Penicillium: лат. Penicillium chrysogenum, лат. Penicillium notatum и других). В процессе жизнедеятельности эти грибы синтезируют различные формы пенициллина: один из наиболее активных в фармакологическом плане бензилпенициллин и другие виды пенициллина, которые отличаются от первого тем, что вместо бензильной группы содержат иные радикалы. Таким образом по молекулярной структуре пенициллин — это кислота, из которой получают различные соли (натриевую, калиевую, новокаиновую и другие). Семейство пенициллиновых антибиотиков включает бензилпенициллин (пенициллин G), феноксиметилпенициллин (пенициллин V) и другие.
Пенициллиновые антибиотики имеют важное историческое значение, так как они являются первыми эффективными лекарствами против многих тяжёлых заболеваний и, в частности, сифилиса, а также инфекций, вызываемых стафилококками и стрептококками. Пенициллины хорошо изучены, однако в настоящее время многие бактерии приобрели устойчивость к β-лактамным антибиотикам. Хотя, например, бледная трепонема достаточную устойчивость к пенициллинам не приобрела.
Как и другие β-лактамы, пенициллины не только препятствуют размножению клеток бактерий, в том числе и цианобактерий, но также препятствуют делению хлоропластов мхов. Но не оказывают влияния на деление пластид высших сосудистых растений, поскольку последние не имеют мишени для пенициллина — пептидогликановой клеточной стенки.

## Исторические сведения
Многие древние культуры, в том числе древние египтяне и греки, использовали плесень и некоторые растения для лечения инфекций. Например, в Древнем Египте, Китае и Индии плесневелый хлеб использовали для дезинфекции, прикладывая его к ранам и гнойникам. Упоминания об использовании плесени в лечебных целях встречаются в трудах древних учёных и философов. В 1963 году специалист по этноботанике Энрике Облитас Поблете дал описание применению плесени индейскими знахарями в XV—XVI веках.
Пенициллин — первый антибиотик — был получен на основе продуктов жизнедеятельности микроорганизмов.
В начале 1870-х годов исследованием плесени одновременно занимались медики Алексей Герасимович Полотебнов и Вячеслав Авксентьевич Манассеин, который, изучив грибок Penicillium glaucum, подробно описал основные, в частности бактериостатические, свойства зелёной плесени. Полотебнов, выяснив лечебное действие плесени на гнойные раны и язвы, рекомендовал использовать плесень для лечения кожных заболеваний. Его работа «Патологическое значение зелёной плесени» вышла в 1873 году. Но идея на тот момент не получила дальнейшего практического применения.
В 1896 году итальянский врач и микробиолог Бартомелео Гозио выделил из Penicillium sp. микофеноловую кислоту, которая была активна против возбудителя сибирской язвы. Пенициллин был обнаружен в 1897 году французским военным врачом Эрнестом Дюшеном. Он заметил, что арабские конюхи использовали плесень с сёдел, чтобы обработать раны на спинах лошадей. Работая с грибами рода Penicillium, Дюшен опробовал плесень на морских свинках и обнаружил её разрушающее действие на палочку брюшного тифа. Но его работа не привлекла внимания научного сообщества.
В 1904 году русский учёный М. Г. Тартаковский сообщил, что вещество, выделяемое зелёной плесенью, подавляет развитие возбудителя куриной холеры.
В 1913 году американские учёные Карл Альсберг и Отис Фишер Блек получили из Penicillium puberulum токсичную субстанцию, обладающую противомикробными свойствами (в 1936 году, когда установили её химическую структуру, выяснилось, что это была пеницилловая кислота).

### Открытие Александра Флеминга
Сын фермера-овцевода из Эршира, Александер Флеминг, работал клерком в лондонском Сити, пока в возрасте 20 лет не получил небольшое наследство. В 1901 году он поступил в Медицинскую школу при больнице Святой Марии. Окончив её через 5 лет, он стал ассистентом доктора Элирота Райта, возглавлявшего отдел микробиологии этой больницы.
Во время Первой мировой войны они оба работали во Франции, делая прививки против тифа военнослужащим. Там Флеминг столкнулся с проблемой инфицирования ран и понял, что срочно нужны более эффективные антибактериальные средства, чем использовавшиеся при лечении в то время.

В 1918 году Флеминг вернулся в больницу Святой Марии. Как-то, спустя 4 года, когда у него был насморк, он провел эксперимент и заметил, что капля из его носа подавляла рост бактерий. Он назвал это природное антисептическое вещество первую линию защиты организма от болезней — лизоцим. В 1928 году Флеминг случайно выделил пенициллин из штамма гриба вида Penicillium rubens (в течение длительного времени считалось, что это Penicillium notatum, но геномное секвенсирование опровергло это предположение). Этим он подтвердил правоту своего кумира — французского химика Луи Пастера, который сказал: 
«В области эксперимента случай отдает предпочтение подготовленному уму».
В своей исследовательской работе Флеминг во многом опирался на открытия Пастера, сделанные им в конце 70-х годов прошлого века. Пастер пытался использовать бактерии — возбудители одной болезни для уничтожения возбудителей другой. Тогда от куриной холеры погибло 10 % всех кур Франции. Пастер обнаружил, что куры, которым была сделана инъекция вакцины, не заболели. Их организм сам вырабатывал защиту от болезни.
В 1944 году Флемингу было пожаловано дворянское звание, а в 1945 году он разделил Нобелевскую премию с Ховардом Флори и Эрнстом Чейном. Флеминг умер в 1955 году и был похоронен в соборе Святого Павла в Лондоне.

### Промышленное производство
В 1942 году почти половина всего американского запаса пенициллина — одна столовая ложка — была использована для лечения всего лишь одного пациента, Анны Миллер. Имевшегося в США запаса в июне 1942 было достаточно для лечения десяти пациентов. Однако уже в июне 1944 года войска союзников, высадившиеся в Нормандии, были обеспечены 2 миллионами доз пенициллина.
В 1940—1941 годах австралийский бактериолог Хоуард У. Флори и биохимики Эрнст Чейн и Норман Хитли работали над выделением пенициллина и разрабатывали технологию его промышленного производства сначала в Англии и, затем, в США. Они же впервые применили пенициллин для лечения бактериальных инфекций в 1941 году.

 
В СССР первые образцы пенициллина получили в 1942 году микробиологи З. В. Ермольева и Т. И. Балезина. Зинаида Виссарионовна Ермольева активно участвовала в организации промышленного производства пенициллина. Созданный ею препарат пенициллин-крустозин ВИЭМ был получен из штамма гриба вида Penicillium crustosum.
Пенициллины длительное время были основными антибиотиками, широко применявшимися в клинической практике во всех технологически развитых странах. Затем, по мере развития фармакологии, были выделены и синтезированы антибиотики других групп (тетрациклины, аминогликозиды, макролиды, цефалоспорины, фторхинолоны, грамицидины — впрочем, грамицидины появились раньше пенициллинов — и другие). Однако несмотря на большое разнообразие групп антибиотиков на современном фармацевтическом рынке и развитие резистентности к пенициллинам у многих бактерий-патогенов, пенициллины по-прежнему занимают достойное место в терапии инфекционных заболеваний, ибо основным показанием к назначению того или иного антибиотика в настоящее время является чувствительность к его действию патогенной микрофлоры (определяемая в лабораторных условиях), а также минимальное количество побочных эффектов от применения антибиотика.

## Фармакологическое действие
Бензилпенициллин — антибиотик группы биосинтетических пенициллинов. Оказывает бактерицидное действие за счёт ферментативного ингибирования синтеза клеточной стенки микроорганизмов.
Активен в отношении:
- грамположительных бактерий: Staphylococcus spp., Streptococcus spp. (в том числе Streptococcus pneumoniae), Corynebacterium diphtheriae, Bacillus anthracis;
- грамотрицательных бактерий:
- Neisseria gonorrhoeae, Neisseria meningitidis;
- анаэробных спорообразующих палочек;
- Actinomyces spp., Spirochaetaceae;
- Treponema pallidum.

Новокаиновая соль бензилпенициллина по сравнению с калиевой и натриевой солями характеризуется большей продолжительностью действия благодаря низкой растворимости и образованию депо в месте инъекции.

## Механизм резистентности
Основным механизмом развития резистентности бактерий является продукция ферментов бета-лактамаз, разрушающих бета-лактамное кольцо этих препаратов. Данный механизм является одним из ведущих для таких клинически значимых возбудителей, как Staphylococcus aureus, Haemophilus influenzae, Moraxella catarrhalis, Escherichia coli, Klebsiella pneumoniae, Bacteroides fragilis. В целях его преодоления были получены соединения, инактивирующие бета-лактамазы.

Добавление ингибиторов бета-лактамаз (клавулановая кислота, сульбактам, тазобактам) к ампициллину, амоксициллину, тикарциллину или пиперациллину делает их активными в отношении многих видов бактерий, образующих бета-лактамазы.

## Фармакокинетика
После внутримышечного введения быстро всасывается из места инъекции в кровоток и широко распределяется в биологических жидкостях и тканях организма, однако в спинномозговую жидкость проникает в незначительных количествах. Бензилпенициллин хорошо проникает через плацентарный барьер. Хотя в обычных условиях после применения бензилпенициллина в спинномозговой жидкости он обнаруживается в незначительном количестве, тем не менее при воспалении мозговых оболочек на фоне усиления проницаемости гематоэнцефалического барьера концентрация антибиотика в ликворе повышается. T½ — 30 мин. Выводится с мочой. После внутримышечного введения максимальная концентрация в крови наблюдается через 30—60 минут, а через 3—4 часа после однократно проведённой внутримышечной или подкожной инъекции в крови обнаруживаются лишь следовые концентрации антибиотика. Концентрация и продолжительность циркуляции бензилпенициллина в крови зависит от величины вводимой дозы. Тем не менее, для поддержания достаточно высокой концентрации, необходимой для реализации терапевтического воздействия необходимо повторять инъекции бензилпенициллина каждые 3—4 часа. Следует учитывать, что при приёме внутрь антибиотик плохо всасывается, частично разрушается желудочным соком и бета-лактамазой, продуцируемой микрофлорой кишечника, а при внутривенном введении концентрация бензилпенициллина быстро снижается.

## Показания
Лечение заболеваний, вызванных чувствительными к бензилпенициллину микроорганизмами: крупозная и очаговая пневмонии, эмпиема плевры, сепсис, септицемия, пиемия, острый и подострый септический эндокардит, менингиты, острый и хронический остеомиелиты, инфекции мочевыводящих и жёлчных путей, ангины, гнойные инфекции кожи, мягких тканей и слизистых оболочек, рожа, дифтерия, скарлатина, сибирская язва, актиномикоз, лечение гнойно-воспалительных заболеваний в акушерско-гинекологической практике, ЛОР-заболеваний, глазных болезней, гонорея, бленнорея, сифилис.

## Побочное действие
Со стороны пищеварительной системы: диарея, тошнота, рвота.
Эффекты, обусловленные химиотерапевтическим действием: кандидоз влагалища, кандидоз полости рта.
Со стороны ЦНС: при применении бензилпенициллина в больших дозах, особенно при эндолюмбальном введении, возможно развитие нейротоксических реакций: тошнота, рвота, повышение рефлекторной возбудимости, симптомы менингизма, судороги, кома.
Аллергические реакции: повышение температуры тела, крапивница, кожная сыпь, сыпь на слизистых оболочках, боли в суставах, эозинофилия, ангионевротический отёк. Описаны случаи анафилактического шока с летальным исходом. В таком случае полагается немедленное внутривенное введение адреналина.

## Противопоказания
Повышенная чувствительность к бензилпенициллину и другим препаратам из группы пенициллинов и цефалоспоринов. Эндолюмбальное введение противопоказано пациентам, страдающим эпилепсией.

## Беременность и лактация
Применение при беременности возможно только в том случае, когда ожидаемая польза превышает риск развития побочных действий.
При необходимости применения в период грудного вскармливания следует решить вопрос о прекращении грудного вскармливания (молоко пациентки сцеживается, чтобы лактация не прекратилась). Причина всего этого в том, что пенициллин хорошо проникает через молочные железы в молоко матери, и через плаценту к плоду, что способно вызвать негативные последствия для последнего — у детей пенициллин способен вызывать тяжёлые аллергические реакции даже при первом применении.

## Особые указания
С осторожностью применяют у пациентов с нарушениями функции почек, при сердечной недостаточности, предрасположенности к аллергическим реакциям (особенно при лекарственной аллергии), при повышенной чувствительности к цефалоспоринам (из-за возможности развития перекрёстной аллергии).
Если через 3-5 дней после начала применения эффекта не отмечается, следует перейти к применению других антибиотиков или комбинированной терапии.
В связи с возможностью развития грибковой суперинфекции целесообразно при лечении бензилпенициллином назначать противогрибковые препараты.
Необходимо учитывать, что применение бензилпенициллина в субтерапевтических дозах или досрочное прекращение лечения часто приводит к появлению резистентных штаммов возбудителей.
Бензилпенициллин в форме порошка для инъекций включён в Перечень ЖНВЛС.
В случае инфекционных заболеваний, вызванных микроорганизмами не чувствительными к бензилпенициллину (в том числе при заболевании вирусами гриппа, не осложнённом бактериальной инфекцией) клиническое применение бензилпенициллина нерационально, а в связи с возможностью развития побочных эффектов от проводимого лечения антибиотиком — не вполне безопасно.

## Синонимы бензилпенициллина
Angicilline, Capicillin, Cilipen, Conspen, Cosmopen, Cracillin, Crystacillin, Crystapen, Deltapen, Dropcillin, Falapen, Lanacillin, Novopen, Panavlon, Pentallin, Pharmacillin, Pradupen, Rentopen, Rhinocillin, Solupen, Solvocillin, Supracillina, Veticillin и другие.

## Лекарственное взаимодействие
Пробенецид снижает канальцевую секрецию бензилпенициллина, в результате повышается концентрация последнего в плазме крови, увеличивается период полувыведения.
При одновременном применении с антибиотиками, оказывающими бактериостатическое действие (тетрациклин), уменьшается бактерицидное действие бензилпенициллина.

## Получение

### Биосинтез
Биосинтез пенициллина осуществляется в три стадии:
- На первой стадии происходит конденсация трёх аминокислот: L-α-аминоадиповой кислоты, L-цистеина, L-валина в трипептид.[14][15][16] Перед конденсацией в трипептид аминокислота L-валин превращается D-валин.[17][18] Указанный трипептид называется δ-(L-α-аминоадипил)-L-цистеин-D-валином (англ. ACV). Реакции конденсации и эпимеризации катализируются ферментами δ-(L-α-аминоадипил)-L-цистеин-L-валинсинтетазой (англ. ACVS) и синтетазой нерибосомных пептидов (англ. NRPS).
- Вторая стадия биосинтеза пенициллина — это окисление линейной молекулы ACV в двуциклический интермедиат изопенициллин N ферментом изопенициилин N синтетазой (англ. IPNS), продуктом гена pcbC.[14][15] Изопенициллин N — очень слабый интермедиат, так как он не обладает противомикробной активностью.[17]
- На заключительной стадии происходит трансаминирование ферментом изопенициллин N N-ацилтрансферазой, при этом α-аминоадипиловая боковая цепь изопенициллина N удаляется и заменяется на фенилуксусную кислоту. Фермент, катализирующий эту реакцию является продуктом гена penDE.[14]

### Полный синтез
Химик Джон Шиэн (англ. Sheehan) в Массачусетском технологическом институте (англ. MIT) в 1957 году осуществил полный химический синтез пенициллина. Шиэн приступил к изучению синтеза пенициллинов в 1948 году и в ходе исследований разработал новые методы синтеза пептидов, а также новые защитные группы. Хотя метод синтеза, разработанный Шиэном не был пригоден для массового производства пенициллинов, один из интермедиатов в синтезе (6-аминопенициллановая кислота, англ. 6-APA) является ядром молекулы пенициллина. Присоединение разных групп к ядру 6-APA позволило получить новые формы пенициллинов.

### Производные
Выделение ядра молекулы пенициллина 6-APA, позволило получить новые полусинтетические антибиотики, обладающие лучшими свойствами, чем бензилпенициллин (биодоступность, спектр антимикробного действия, стабильность).
Первым важным полученным производным был ампициллин, который обладал более широким спектром антибактериальной активности, чем исходные препараты антибиотиков. Дальнейшие исследования позволили получить устойчивые к β-лактамазе антибиотики, в том числе, флуклоксациллин, диклоксациллин и метициллин. Эти антибиотики были эффективны против бактерий, синтезирующих бета-лактамазу, однако, неэффективны против устойчивого к метициллину золотистого стафиллококка (англ. MRSA), возникшего немного позднее.